# Villeneuve-Saint-Nicolas
Villeneuve-Saint-Nicolas är en kommun i departementet Eure-et-Loir i regionen Centre-Val de Loire strax norr om centrala Frankrike. Kommunen ligger i kantonen Voves som tillhör arrondissementet Chartres. År 2018 hade Villeneuve-Saint-Nicolas 138 invånare.

## Befolkningsutveckling
Antalet invånare i kommunen Villeneuve-Saint-Nicolas
Referens:INSEE